# Leucania enervata
Leucania enervata là một loài bướm đêm trong họ Noctuidae.